# Firefly (Bootsklasse)

Riss Firefly

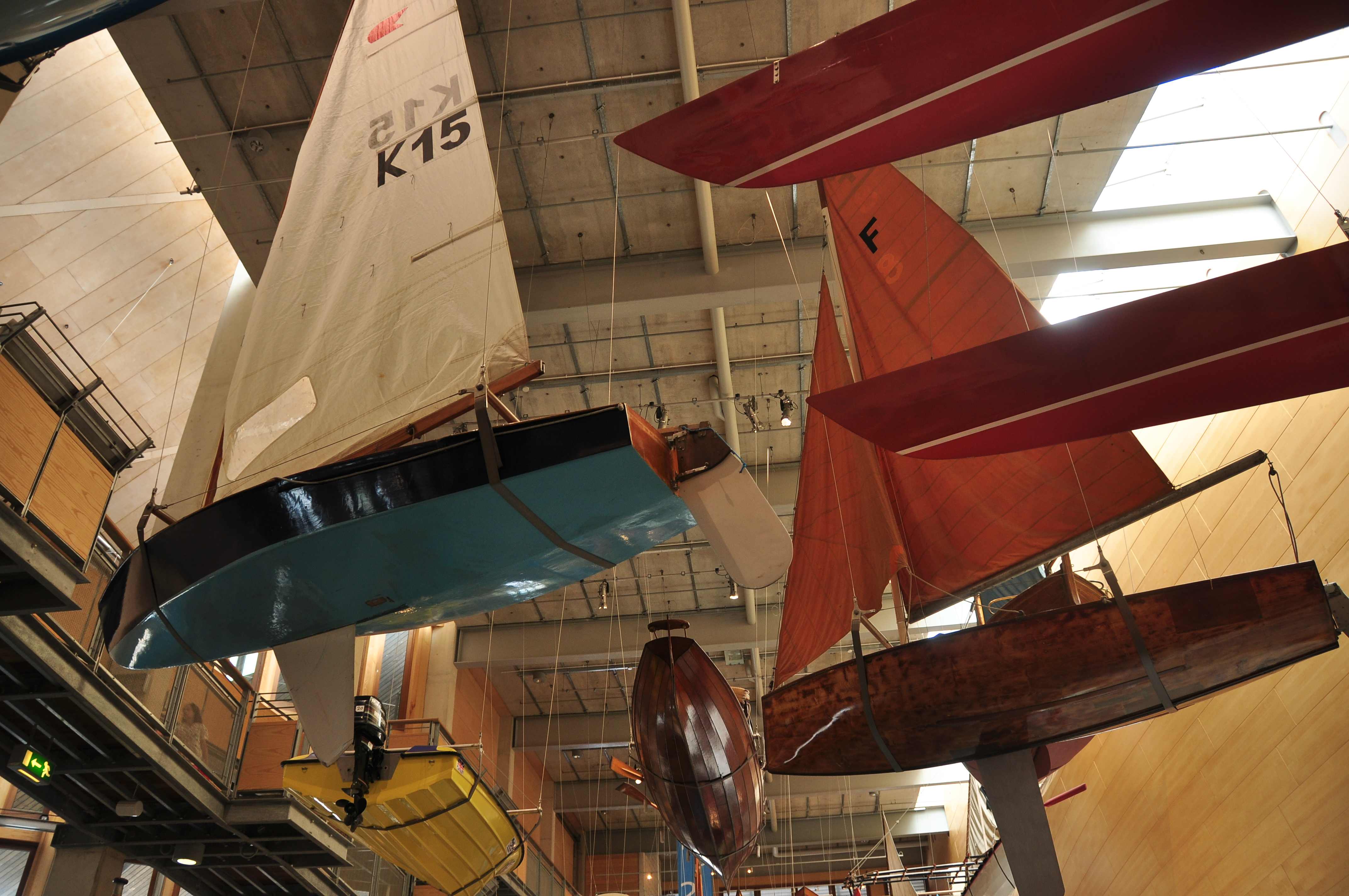
Firefly im National Maritime Museum Cornwall, hängend rechts (rote Segel)

Die Firefly ist eine hölzerne Zwei-Mann-Jolle ohne Spinnaker und ohne Trapez mit einer Länge von 12 Fuß. Sie wurde im Jahr 1946 von Uffa Fox (1898–1972) entworfen. Die Jolle hieß ursprünglich Sea Swallow.

## Olympische Segelwettbewerbe
Obwohl sie ursprünglich als Zwei-Mann-Jolle konstruiert wurde, wählte man sie als Ein-Mann-Bootsklasse für die olympischen Segelwettbewerbe 1948 vor Torquay (England) aus. Die Goldmedaille gewann der dänische Ausnahmesegler Paul Elvstrøm. Nach diesen Olympischen Spielen wurde die Firefly anlässlich der Olympischen Spiele 1952 in Helsinki durch das Finn-Dinghy als Ein-Mann-Bootsklasse ersetzt.

## Verbreitung
In der Folgezeit wurde die Firefly sehr populär als Zwei-Mann-Jollenklasse, so wie sie einst von ihrem Konstrukteur Fox geplant wurde. Das National Maritime Museum in Greenwich (London) bilanzierte: „Die Firefly war eines der ersten Jollen, die jemals in großen Stückzahlen gebaut wurden, lange vor der Zeit der glasfaserverstärkter Kunststoffboote, und es besteht kein Zweifel, dass sie das Jollensegeln für viele Menschen finanziell erschwinglich machte – die Anschaffungskosten eines Bootes betrugen 65 £.“ Sie fand auch bis in unsere heutige Zeit eine sehr große Verbreitung im skandinavischen Raum. In Großbritannien wurde sie zur bevorzugten Bootsklasse für das Mannschaftssegeln (Team Race), eine Regattaform, in der zwei, drei oder vier Boote als (Club-)Mannschaft gegen andere Mannschaften antreten und gemeinsam nach Punkten gewertet werden. Ihre hohe Manövrierfähigkeit, die einfache Handhabung und geringen Anschaffungskosten machen sie für diese Regattaform so interessant.

## Produktion
Das Design wurde ursprünglich von Fairey Marine in Großbritannien gebaut, beginnend 1946 bis Ende 1972. Ab 1973 wurde es dann von Vic Lewis Boats aus Glasfaser gebaut, unter Verwendung von Formen von Craft Mouldings. Im Jahr 1976 nahmen Knight und Pink Marine die Produktion von Holzbooten wieder auf. Omega Boats baute eine Schaumsandwichversion des Designs und dann produzierte Porter Boats das Boot bis 1995. Von 1997 bis 2023 wurde die Produktion von Rondar Raceboats im Vereinigten Königreich durchgeführt. Die Firma Whitecap Composites in den Vereinigten Staaten baute auch Fireflys. Seit Sommer 2023 wird die Bootsklasse nun von Ovington Boats in Großbritannien gefertigt und bleibt in Produktion. Mehr als 4.270 Fireflys wurden gefertigt.

## Einheitsklasse
Die Firefly wurde zur Kostenbegrenzung daher von Beginn an als Einheitsklasse ausgelegt. Ein anderer Vorteil ist die optionale Verwendung kleinerer Großsegel, falls der zunehmende Wind eine Einstellung der Wettfahrten aus Sicherheitsgründen notwendig machen würde.
Die Firefly kann von Seglern jeden Alters genutzt werden und wird sowohl von Männern als auch von Frauen gesegelt.